# Demócrito (Velázquez)
Demócrito, también conocido como El geógrafo y El geógrafo sonriente, es un cuadro atribuido a Velázquez quien lo habría pintado alrededor de 1628, conservado en el Museo de Bellas Artes de Ruan (Francia) desde 1886.

## Historia del cuadro
Parece tratarse del cuadro mencionado como «Un Philosopho con Un globo Esttandose Riyendo original de Diego Velázquez» en el inventario de los bienes de Gaspar de Haro y Guzmán, marqués del Carpio, tasado en 1689 por Claudio Coello y José Jiménez Donoso en 1000 reales. El mismo cuadro fue entregado en 1692 al jardinero de los marqueses, Pedro Rodríguez, por los salarios que se le debían, describiéndose de nuevo en un documento publicado por Pita Andrade como «Un retrato de una vara de un filósofo estándose riendo con un globo, original de Diego Belázquez», En 1789 se hallaba en el Bureau de finanzas de Ruan, sede de la prefectura de la Seine-Inférieure y de allí pasó al museo en 1886. 
El cuadro, antes de la aparición de los documentos mencionados, ya había sido relacionado con Velázquez (y antes con José de Ribera), tratando de identificar en el personaje representado a alguno de los bufones de la corte. Weisbach, sin embargo, avanzó también la caracterización como Demócrito, «el filósofo que ríe», tradicionalmente confrontado con Heráclito, «el filósofo que llora», a los que era habitual representar con el globo terráqueo, objeto de su llanto y de su hilaridad. 
A simple vista se observa un repinte en la mano situada sobre la esfera, que primitivamente aparecía girada hacia arriba sosteniendo algo en ella, quizá una bola o un vaso de cristal, montando parcialmente sobre el globo terráqueo que fue añadido posteriormente, cuando el bebedor fue dignificado a la categoría de sabio. Dos imitaciones o copias del estado primitivo, supuestas alegorías de El gusto, se encuentran en Toledo (Ohio), Museum of Art, y en Mora (Suecia), Zornmuseet, en las que se presenta al mismo personaje sin el globo y con la mano izquierda enguantada sosteniendo en ella una copa de vino alta.

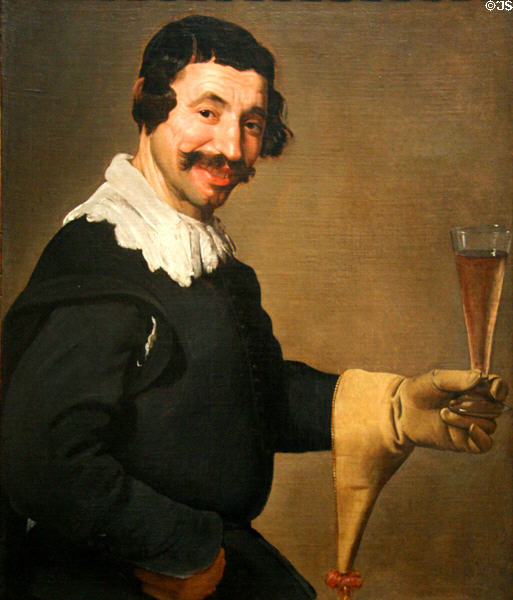
Cuadro en Toledo (Ohio)

## Descripción del cuadro
En la obra se representa a una figura de algo más de medio cuerpo y de perfil, girado el rostro hacia el espectador al que sonríe a la vez que con la mano izquierda señala al globo terráqueo que tiene delante, sobre una mesa en la que también reposan dos libros cerrados encuadernados en pergamino. Viste un jubón negro sobre el que destaca una valona de encaje blanco y una capa rojiza que recogida en los antebrazos le envuelve la espalda. En cuanto a la técnica de su ejecución se advierten dos maneras muy distintas: el vestido y los restantes elementos de naturaleza muerta se resuelven con una pincelada muy prieta, especialmente en el tratamiento de la capa, en tanto la cabeza y la mano aparecen tratadas con pincelada muy ligera y factura líquida, circunstancia que la crítica explica suponiendo que el cuadro habría sido pintado hacia 1628, por semejanzas técnicas con El triunfo de Baco pintado en esa fecha, siendo retocado por el propio Velázquez en fecha posterior, que podría retrasarse a 1640, cuando habría procedido a repintar cabeza y mano con una técnica más evolucionada.